# Saint-Georges-du-Bois (Sarthe)
Saint-Georges-du-Bois é uma comuna francesa na região administrativa do País do Loire, no departamento de Sarthe. Estende-se por uma área de 7.23 km². Em 2010 a comuna tinha 2 177 habitantes (densidade: 301,1 hab./km²).